# أولغا فيشر
أولغا فيشر (بالهولندية: Olga Fischer)‏ هي لغوية هولندية، ولدت في 5 أبريل 1951 في هيلفرسوم في هولندا.